# Zaręby Kościelne (gemeente)
De gemeente Zaręby Kościelne is een landgemeente in het Poolse woiwodschap Mazovië, in powiat Ostrowski (Mazovië).
De zetel van de gemeente is in Zaręby Kościelne.
Op 30 juni 2004 telde de gemeente 3888 inwoners.

## Oppervlakte gegevens
In 2002 bedroeg de totale oppervlakte van gemeente Zaręby Kościelne 88,9 km², waarvan:
- agrarisch gebied: 74%
- bossen: 18%

De gemeente beslaat 7,26% van de totale oppervlakte van de powiat.

## Demografie
Stand op 30 juni 2004:
| Omschrijving                   | Totaal | Totaal | Vrouwen | Vrouwen | Mannen | Mannen |
| ------------------------------ | ------ | ------ | ------- | ------- | ------ | ------ |
| eenheid                        | aantal | %      | aantal  | %       | aantal | %      |
| inwoners                       | 3888   | 100    | 1878    | 48,3    | 2010   | 51,7   |
| bevolkingsdichtheid (inw./km²) | 43,7   | 43,7   | 21,1    | 21,1    | 22,6   | 22,6   |

In 2002 bedroeg het gemiddelde inkomen per inwoner 1361,51 zł.

## Administratieve plaatsen (sołectwo)
Budziszewo, Chmielewo, Gaczkowo, Gąsiorowo, Grabowo, Kępiste-Borowe, Kietlanka, Kosuty, Niemiry-Stara Złotoria-Kańkowo-Piecki, Nienałty-Brewki, Nienałty-Szymany, Nowa Złotoria, Pętkowo Wielkie, Pułazie, Rawy, Rostki-Daćbogi, Skłody-Piotrowice, Skłody-Stachy, Skłody Średnie, Świerże-Kończany, Świerże-Kiełcze, Świerże-Kolonia, Świerże-Panki, Świerże Zielone, Uścianek Wielki, Zakrzewo-Kopijki, Zakrzewo Wielkie, Zaręby Kościelne, Zaręby Leśne, Zgleczewo Panieńskie, Zgleczewo Szlacheckie.

## Overige plaatsen
Kawał, Nowa Złotoria-Parcele, Parcele, Rabędy, Rawy-Gaczkowo, Tworki, Zawodzie.

## Aangrenzende gemeenten
Andrzejewo, Ceranów, Małkinia Górna, Ostrów Mazowiecka, Szulborze Wielkie